# The Explosive Little Richard
The Explosive Little Richard (En castellano: "El Explosivo Little Richard") es el noveno disco de estudio y el primer álbum de Little Richard bajo el sello Okeh Records, subsidiario de Epic Records.

## El disco
Producido por Larry Williams, amigo de largo tiempo de Richard y cuenta con la colaboración de Johnny "Guitar" Watson y que refleja el sonido de entonces inspirado en el soul e influencias Motown. Una mezcla de versiones y originales, presentaba temas escritos por el propio Richard. A pesar de la nueva dirección, no llegó a estar en las listas de álbumes de Billboard, pero sí produjo el sencillo 'Poor Dog' el cual abrió la puerta a la era Okeh, en la cual la carrera de Richard resurgió de forma extraordinaria, un regreso a las listas de Singles de Billboard - la primera vez en diez años - y una mayor demanda de apariciones en conciertos.

## Lista de canciones
1. "I Don't Want To Discuss It" (Beatty, Cooper, Shelby) – 2:28
2. "Land of a Thousand Dances" (Domino, Kenner) – 2:10
3. "The Commandments of Love" (Williams) – 2:27
4. "Money (That's What I Want)" (Bradford, Gordy) – 2:
5. "Poor Dog (Who Can't Wag His Own Tail)" (Watson, Williams) – 3:06
6. "I Need Love" (Williams) – 2:39
7. "Never Gonna Let You Go" (Cooper, Shelby) – 2:41
8. "Don't Deceive Me (Please Don't Go)" (Willis) – 4:39
9. "Function At The Junction" (Holland, Long) – 2:35
10. "Well (aka Well All Right)" (Cooke) – 2:56

La duración de los temas y del álbum puede variar en segundos más o segundos menos.

## Personal
- Little Richard: Voz, Piano, Teclados.
- Johnny "Guitar" Watson : Guitarra.
- Larry Williams : Producción.

No hay más músicos acreditados. La grabación se hizo con sesionistas a sueldo.
- Datos: Q4051064